# Čekanice (zámek)
Čekanice jsou zámek ve stejnojmenné vesnici asi šest kilometrů jižně od Blatné v okrese Strakonice. Postaven byl koncem osmnáctého století na místě starší tvrze. Zámecký areál je chráněný jako kulturní památka ČR.

## Historie

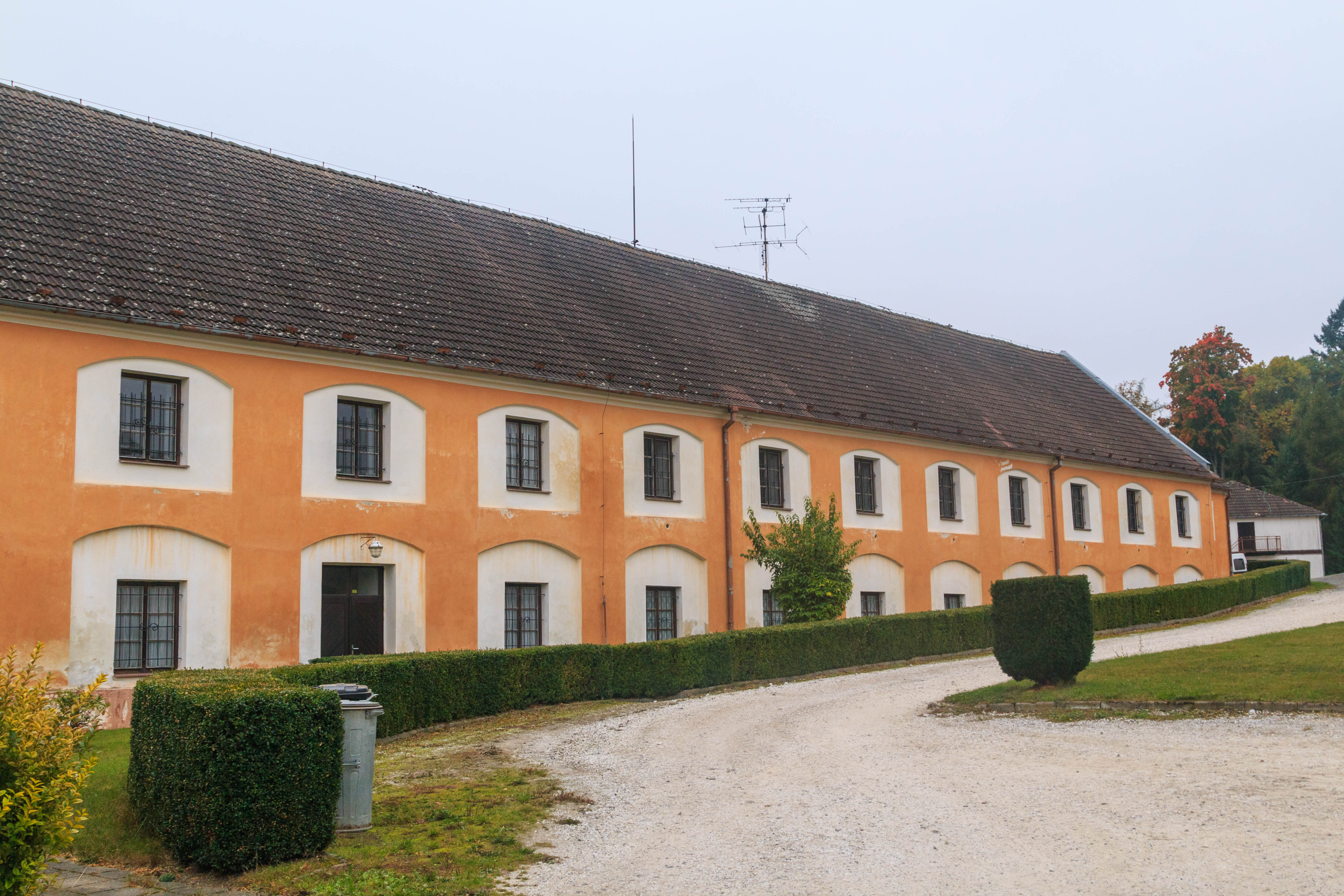
Hospodářské budovy

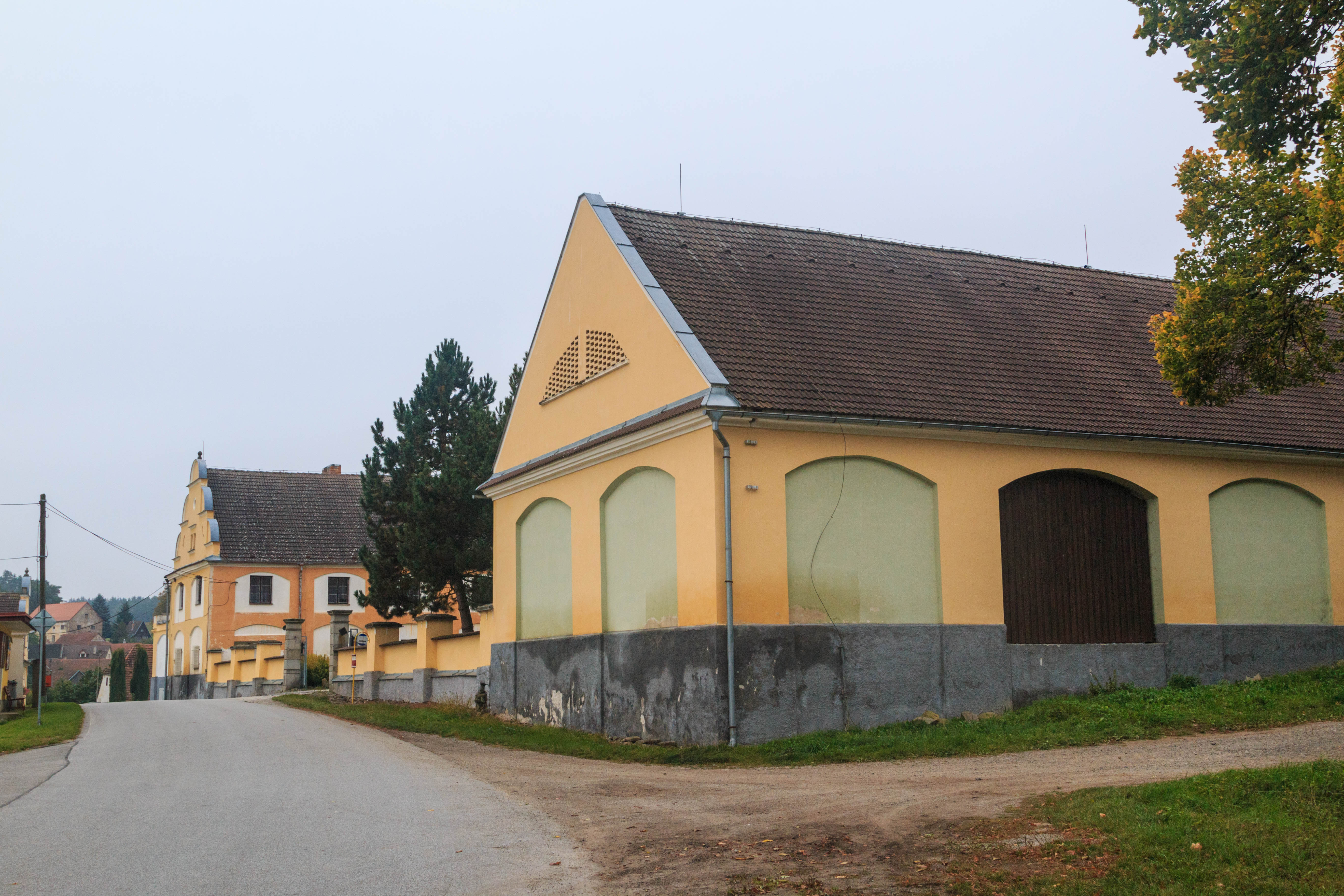
Hospodářské budovy

První písemná zmínka o vesnici pochází z roku 1274. Ve čtrnáctém století byla rozdělena mezi několik vladyků a na některém z dílů vznikla tvrz, která roku 1472 patřila Přibíkovi Višněmu z Větřní. Po něm statek získali Korbelové z Bukové. Příslušníci rodu si panství mezi sebou dělili, ale roku 1540 jej opět sloučil do jednoho statku Přech Popovský z Bezejevic. Majetek po Přechovi zdědila dcera Mandaléna, která se provdala za Kryštofa Skuhrovského ze Skuhrova. Spolu měli pět synů a dvě dcery, kteří zděděný majetek roku 1571 prodali Janu Řepickému ze Sudoměře. Po jeho smrti jej mohla doživotně užívat vdova Anna Řepická z Jilmanic, ale když se podruhé provdala, Čekanice získal její švagr Šebestián Chval Řepický ze Sudoměře. Jeho syn Adam Řepický zemřel nejpozději roku 1588. Měl několik synů, ale panství bylo natolik zadlužené, že zemský soud rozhodl o jeho prodeji. Statek proto ještě roku 1588 koupila Kunka Řepická, vdova po Adamovi Řepickém. Čekanice jí patřily ještě roku 1590, ale později je získala Kristýna Vratislavová z Branišova. Její syn Šťastný Vratislav z Mirovic vyplatil podíly svých sester, a roku 1616 Čekanice prodal Janu Jiřímu Horčicovi z Prostého. Roku 1623 se majitelem stal Linhart Švarcpart ze Švarcpachu a o pět let později Jan Rossau z Pallesanu.
Další majetkové převody nejsou zcela jasné. V polovině sedmnáctého století panství patřilo Karlu Švarcpartovi ze Švarcpachu, který byl snad synem Linharta Švarcparta. Karel zemřel roku 1666 a vdova Alžběta Enisová špatně hospodařila, takže statek roku 1668 koupila Kateřina Enisová, rozená Vitanovská z Vlčkovic, která byla babičkou dětí Karla ze Švarcpachu. Někdy předtím byly k Čekanicím připojeny nedaleké Lažany. Rodu Enisů panství zůstalo do roku 1756, kdy je koupil svobodný pán Jan Jiří z Helversenu († 1781) s manželkou Annou Polyxenou, rozenou ze Strojetic († 1792).
Jan Jiří z Helversenu nechal roku 1785 na místě vyhořelé renesanční tvrze postavit klasicistní zámek. Jeho potomkům patřil do roku 1868, kdy jej Karel z Helversenu prodal kněžně Marii Sidonii Lobkovicové. Od Lobkoviců koupili Čekanice roku 1891 Vlasta Stránecká a její syn Miloslav, kteří nechali roku 1910 k zámku přistavit novorenesanční či novogotickou kapli Panny Marie Lurdské. Po roce 1945 byl zámek i s celým velkostatkem znárodněn a využíván jako jako ústav sociální péče. Na konci dvacátého století byl zámek restituován a je využíván pro ubytování a jiné soukromé akce.[zdroj⁠?!]

## Stavební podoba

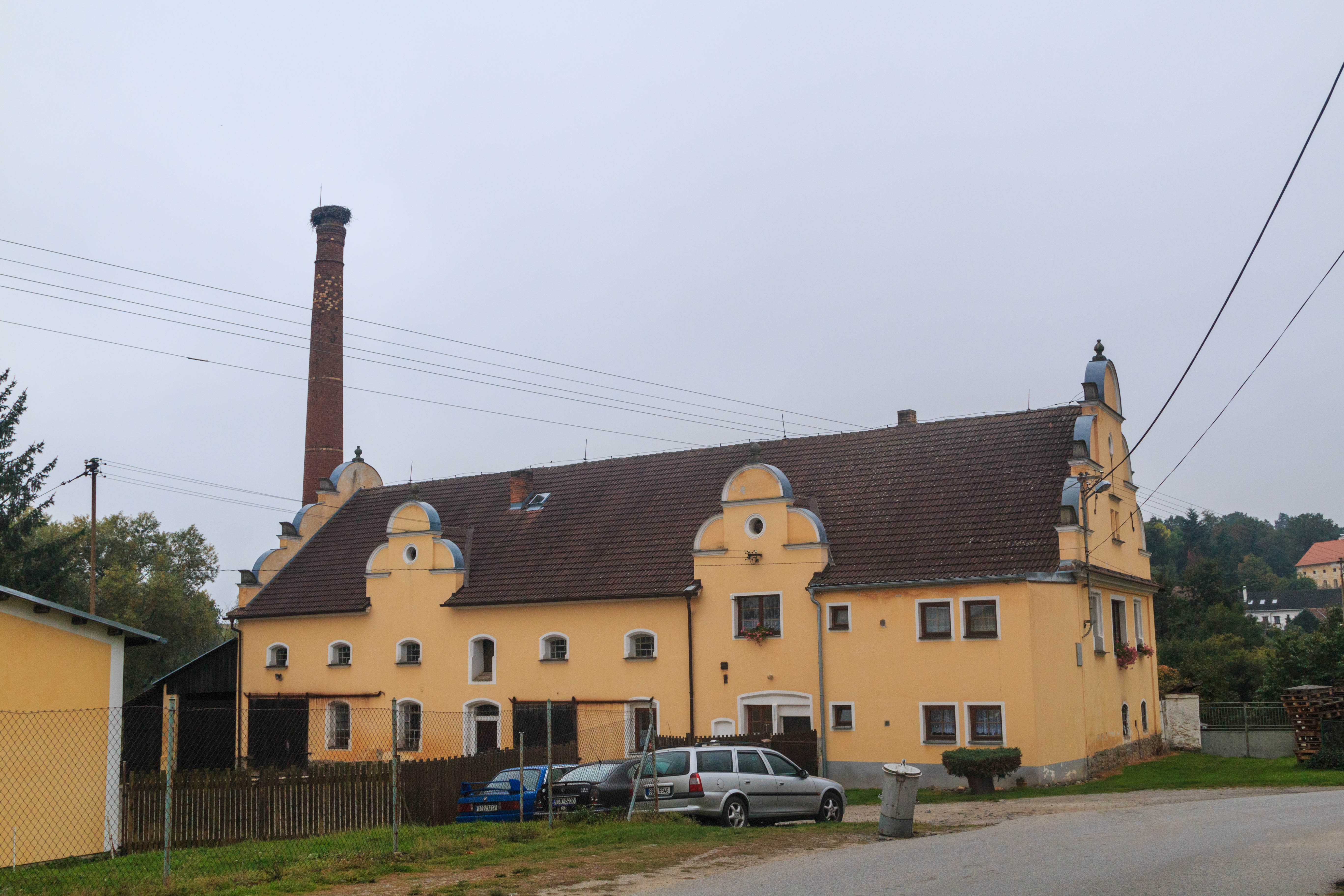
Bývalý lihovar

Jednopatrová zámecká budova má obdélníkový půdorys. Vstup se nachází ve východním průčelí a vchází se do něj po otevřené terase na sloupech, které napodobují dórský sloh. Průčelí zdůrazňuje trojúhelníkový štít s aliančními lobkovickými znaky.
Památkově chráněný areál zahrnuje též krajinářský park z počátku devatenáctého století, pomník Jana Husa a bývalý lihovar s komínem situované přes silnici východně od zámku. Řada mladších hospodářských budov není památkově chráněná.